# Lone Wolf (Häuptling)

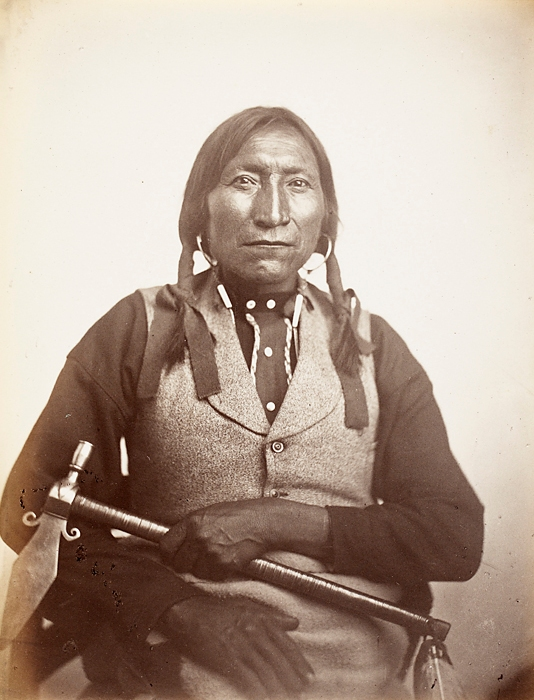
Lone Wolf, 1870. Porträt von William S. Soule, aufgenommen vermutlich in Fort Sill

Guipago oder Gui-pah-gho („Einsamer Wolf“, daher besser bekannt als Lone Wolf, auch ‚Rescued by Wolves‘ - „von Wölfen gerettet“, * um 1820 im Gebiet der Staked Plains; † April 1879 nahe Fort Sill) war der letzte unbestrittene Oberhäuptling der Kiowa-Indianer.
Um ihn nicht mit seinem Neffen und späteren Adoptivsohn, dem Krieger Mamay-day-te (Medicine Standing Bundles) oder Lone Wolf II zu verwechseln, dem er auch seinen Namen Lone Wolf (Guipago) verlieh, wird er zur Unterscheidung oftmals auch als Lone Wolf the Elder bezeichnet und sein Neffe (Adoptivsohn) als Lone Wolf the Younger.
Lone Wolf war der Nachfolger von Dohäsan und ein unversöhnlicher Feind der Weißen. Er war Angehöriger der Elite-Kriegergesellschaft Tsetanma. 1863 und 1872 reiste er nach Washington, D.C., um die Freilassung von Satanta und Big Tree zu erwirken, was ihm dank einer brillanten Verhandlungsstrategie auch gelang. Mit anderen Indianern unterzeichnete er am 16. Oktober 1867 den Vertrag von Medicine Lodge. Nachdem 1873 sein Sohn bei einem Kiowa-Überfall in Süd-Texas getötet worden war, begann er wieder mit Überfällen auf Siedler, Mexikaner und Amerikaner. Im Juli 1874 kämpfte er im Lost Valley Fight im Young County (Texas) gegen Texas Rangers unter Major John B. Jones. Am 9. September 1874 attackierte er am Washita River, Hemphill County (Texas), General Miles Nachschubkolonne (5. Infanterie) unter Captain Lyman. Er belagerte den Zug für mehrere Tage, bis aus Camp Supply Unterstützung eintraf. Nach zähem Widerstand ergab auch er sich mit den letzten 250 in Freiheit lebenden Kiowas am 26. Februar 1875 in Fort Sill, von wo er in die Verbannung nach Fort Marion (Florida) gebracht wurde. Er starb im April 1879, kurz nach seiner Entlassung, nahe Fort Sill an Malaria.